# Sablia diopis
Sablia diopis är en fjärilsart som beskrevs av George Francis Hampson 1905. Sablia diopis ingår i släktet Sablia och familjen nattflyn. Inga underarter finns listade.